# Seleção Búlgara de Voleibol Feminino
A seleção búlgara de voleibol feminino é uma equipe europeia composta pelas melhores jogadoras de voleibol da Bulgária. A equipe é mantida pela Federação Búlgara de Voleibol (em búlgaro, Българска Федерация по Волейбол, Bulgarska Federatsiya Volejbol). Encontra-se na 15ª posição do ranking mundial da FIVB segundo dados de 19 de julho de 2022.